# Strotarchus
Genre
Synonymes
- Bedriacum O. Pickard-Cambridge, 1898
- Coreidon Mello-Leitão, 1917
- Marcellina Bryant, 1931
- Mimeutychurus Petrunkevitch, 1963

Strotarchus est un genre d'araignées aranéomorphes de la famille des Cheiracanthiidae.

## Distribution
Les espèces de ce genre se rencontrent en Amérique et au Pakistan.

## Liste des espèces
Selon World Spider Catalog (version 24, 26/07/2023) :
- Strotarchus alboater Dyal, 1935
- Strotarchus beepbeep Bonaldo, Saturnino, Ramírez & Brescovit, 2012
- Strotarchus bolero Bonaldo, Saturnino, Ramírez & Brescovit, 2012
- Strotarchus chamevazquezi Cubas-Rodríguez, Bonaldo & Brescovit, 2023
- Strotarchus gandu Bonaldo, Saturnino, Ramírez & Brescovit, 2012
- Strotarchus jacala Bonaldo, Saturnino, Ramírez & Brescovit, 2012
- Strotarchus mazamitla Bonaldo, Saturnino, Ramírez & Brescovit, 2012
- Strotarchus michoacan Bonaldo, Saturnino, Ramírez & Brescovit, 2012
- Strotarchus minor Banks, 1909
- Strotarchus monasticus Bonaldo, Saturnino, Ramírez & Brescovit, 2012
- Strotarchus nebulosus Simon, 1888
- Strotarchus piscatorius (Hentz, 1847)
- Strotarchus planeticus Edwards, 1958
- Strotarchus praedator (O. Pickard-Cambridge, 1898)
- Strotarchus silvae Bonaldo, Saturnino, Ramírez & Brescovit, 2012
- Strotarchus tamaulipas Bonaldo, Saturnino, Ramírez & Brescovit, 2012
- Strotarchus tlaloc Bonaldo, Saturnino, Ramírez & Brescovit, 2012
- Strotarchus tropicus (Mello-Leitão, 1917)
- Strotarchus urarina Bonaldo, Saturnino, Ramírez & Brescovit, 2012
- Strotarchus violaceus F. O. Pickard-Cambridge, 1899
- Strotarchus vittatus Dyal, 1935

Selon World Spider Catalog (version 23.5, 2023) :
- † Strotarchus heidti Wunderlich, 1988
- † Strotarchus paradoxus (Petrunkevitch, 1963)

## Systématique et taxinomie
Ce genre a été décrit par Simon en 1888 dans les Drassidae. Il est placé dans les Miturgidae par Lehtinen en 1967, dans les Eutichuridae par Ramírez en 2014 puis dans les Cheiracanthiidae.
Bedriacum et Marcellina ont été placés en synonymie par Edwards en 1958.
Coreidon a été placé en synonymie par Ramírez, Grismado et Blick en 2004.

## Publication originale
- Simon, 1888 : « Études arachnologiques. 21e Mémoire. XXIX. Descriptions d'espèces et de genres nouveaux de l'Amérique centrale et des Antilles. » Annales de la Société Entomologique de France, sér. 6, vol. 8, p. 203-216 (texte intégral).